# Arnold Corti
Arnold Corti (* 23. Februar 1873 in Winterthur; † 18. Oktober 1932 in Zürich, heimatberechtigt in Stabio und Winterthur) war ein Schweizer Chemiker und Entomologe.

## Leben und Werk
Corti war der drittälteste Sohn des aus Stabio stammenden Baumeisters Giovanni Jean und interessierte sich schon früh für die Naturwissenschaften. So wollte er Medizin studieren, doch er gab dem Wunsch seines Vaters nach und studierte an der Universität Zürich und der Universität München Chemie. Das Studium schloss er 1897 mit Auszeichnung und Doktordiplom erfolgreich ab.
Anschliessend arbeitete Corti als technischer und später auch als kaufmännischer Direktor und Delegierter des Verwaltungsrates in der chemischen Fabrik «Flora AG» in Dübendorf. Später war Corti Direktor der wissenschaftlichen Abteilung der Firma Maggi, in der später auch sein Sohn Ulrich Arnold Corti tätig war.
In Dübendorf engagierte sich Corti als Mitglied in der Primar- und Sekundarschulpflege und der Gewerbeschulkommission sowie als Schulpräsident von Dübendorf. Zudem war Mitglied des Gemeinderates, Mitglied in der Elektrizitätskommission und Präsident der Gesundheitskommission. Während mehrerer Jahre war er Mitglied des kantonalen Handelsgerichtes und der Aufsichtskommission des Technikums Winterthur.

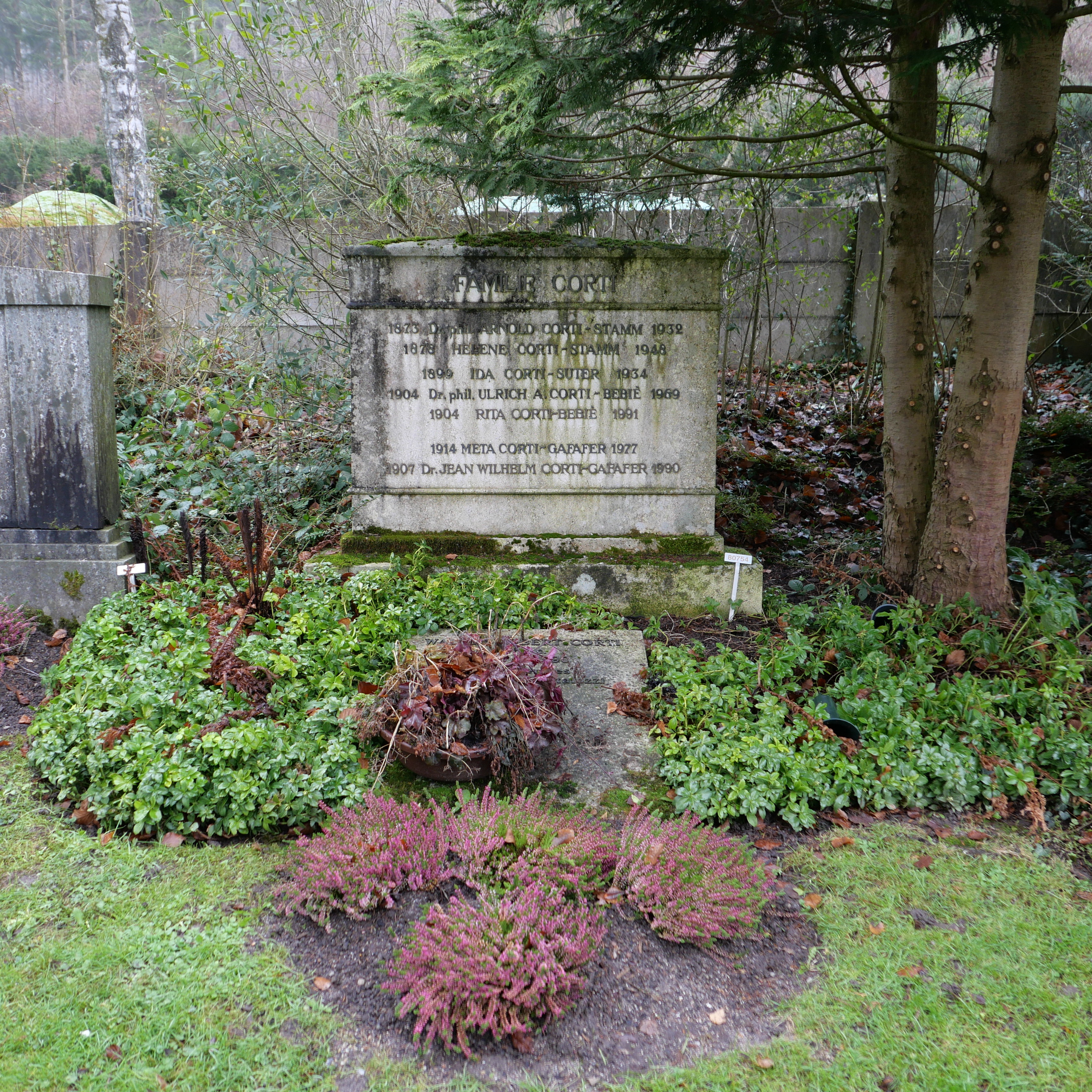
Das Familiengrab

Corti beschäftigte sich in seiner Freizeit mit Entomologie und war seit 1918 Mitglied der Naturforschenden Gesellschaft in Zürich. Er befasste sich insbesondere mit der Biologie und Systematik von Eulenfaltern und publizierte zur Systematik der Unterfamilie Agrotinae. Als international anerkannte Autorität wurde Corti die Bearbeitung dieser Gruppe im Nachtragsband des Standardwerks von Adalbert Seitz Die Gross-Schmetterlinge der Erde übertragen, was er aber nicht zu Ende führen konnte.
Corti war mit der aus Iserlohn stammenden Bethelschwester Helene, geb. Stamm (1878–1948), verheiratet. Zusammen hatten sie die Tochter Ida (1899–1934), sowie die Söhne Ulrich Arnold (1904–1969), der ebenfalls Chemiker wurde und darüber hinaus als Ornithologe die biologische Forschertradition seines Vaters fortführte, Jean Wilhelm (1907–1990), der Industrieller wurde, und Walter Robert (1910–1990), der vor allem als Mitgründer des Kinderdorfes Pestalozzi Bekanntheit erlangte.
Corti ist mit seiner Frau, den vier Kindern sowie den Ehefrauen der beiden ältesten Söhne in einem Familiengrab auf dem Friedhof Fluntern begraben.